# Николаевка (Подольский район)
Николаевка (укр. Миколаївка) — село, относится к Подольскому району Одесской области Украины.
Население по переписи 2001 года составляло 116 человек. Почтовый индекс — 66343. Телефонный код — 4862. Занимает площадь 0,56 км².

## Местный совет
66342, Одесская обл., Подольский р-н, с. Алексеевка, ул. Космонавтов, 21